# Bisbee (Arizona)
Bisbee er en by i den sydvestlige del af staten Arizona i USA. Den ligger i det amerikanske county Cochise County tæt på grænsen til Mexico. Byen har 4.923 (2020) indbyggere.